# Erketu
Erketu (název podle mongolského božstva - stvořitele) byl rod sauropodního dinosaura z kladu Somphospondyli.

## Popis
Žil na území dnešního Mongolska (poušť Gobi) v období spodní křídy. Tento sauropod byl zřejmě blízce příbuzný skupině Titanosauria (a například rodům Euhelopus, Yunmenglong ad.). Popsali jej paleontologové z AMNH, Mark Norell a Daniel Ksepka roku 2006. Zachovaly se zejména prodloužené krční obratle a části kostí dolních končetin tohoto velkého dinosaura, objevené roku 2002. Erketu dosahoval délky 15 metrů a hmotnosti zhruba 5 tun.
Blízce příbuzným druhem byl podstatně větší Australotitan cooperensis, patřící k největším známým australským dinosaurům.

## Rekordní krk
Erketu měl možná relativně nejdelší krk ze všech známých živočichů - ten dosahoval délky asi osmi metrů - tedy dvakrát více, než činila délka samotného těla. Někteří sauropodi sice měli krk až dvakrát delší, ale nebyl tak dlouhý v poměru k velikosti jejich těla (např. u rodu Mamenchisaurus).